# Carl Gustav Jablonsky
Carl Gustav Jablonsky (Berlín, 1756 – ibíd. 25 de mayo de 1787) fue un naturalista, entomólogo, coleopterólogo e ilustrador alemán. También fue el secretario privado de la reina de Prusia, Elisabeth Christine de Brunswick-Wolfenbüttel-Bevern. 
Murió a la edad de 31 años. Dejó sus obras a su colega, Johann Friedrich Wilhelm Herbst, quien se convirtió en naturalista y entomólogo.

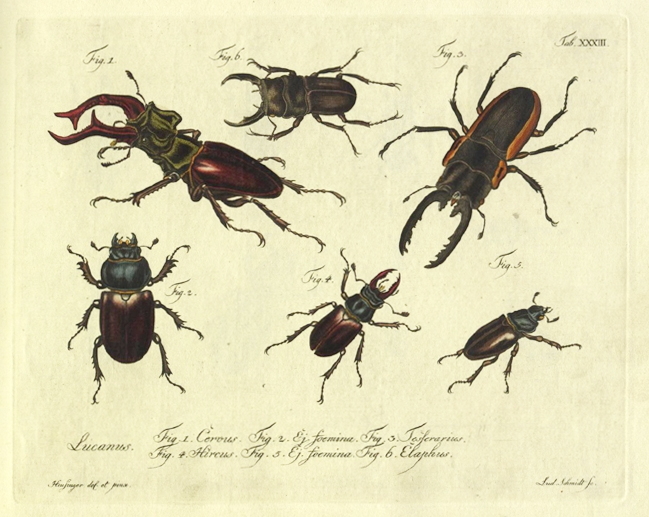
Plate from Natursystem aller bekannten in- und ausländischen Insecten

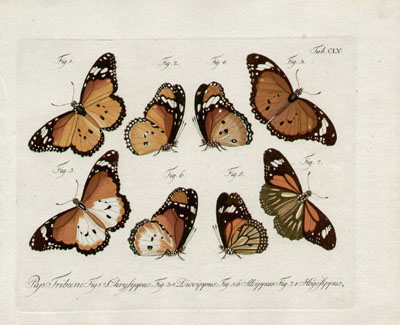
Plate from Natursystem aller bekannten in- und ausländischen Insecten

El Natursystem de Jablonsky es uno de los primeros intentos de una investigación completa del orden Coleoptera.

## Obra
Entre 1785 y hasta el deceso de Jablonsky en 1787; y, luego solo Johann Friedrich Wilhelm Herbst llevaron a cabo la primera investigación sistemática sobre los coleópteros en Alemania, siendo coeditores de Naturgeschichte der in- und ausländischen Insekten (1785–1806, 10 v.)

## Abreviatura (zoología)
La abreviatura Jablonsky  se emplea para indicar a Carl Gustav Jablonsky como autoridad en la descripción y taxonomía en zoología.